# Joan de Corbera
Joan de Corbera (siglos XIV-XV) fue un político y militar catalán que fue virrey de Cerdeña (1418 -20).
El 1393 fue a Sicilia con la expedición del conde de Módica. Durante el interregno abierto por la muerte de Martín el Humano el 1410 luchó para pacificar la isla de Cerdeña. Juan de Corbera sucedió a Torrelles en el cargo de gobernador, asentó treguas con el vizconde de Narbona. Pero este siguió favoreciendo secretamente a los rebeldes, de forma que en 1412 la isla se encontraba en un estado deplorable. Fue gobernador de Cagliari y Gallura y, más tarde, virrey de Cerdeña.
El 1423 luchó, a las órdenes del almirante Joan Ramon Folc II de Cardona en el saqueo de Marsella, donde destacó por su espíritu de iniciativa.